# Фульдаталь
Фульдаталь (нім. Fuldatal) — сільська громада в Німеччині, знаходиться в землі Гессен. Підпорядковується адміністративному округу Кассель. Входить до складу району Кассель.
Площа — 33,68 км2. Населення становить 12 383 ос. (станом на 31 грудня 2020).